# Bilel Mhamdi
Bilel Mhamdi (arabisch بلال المحمدي; * 27. Januar 1992) ist ein ehemaliger tunesischer Boxer.

## Karriere
Mhamdi trat bei den Olympischen Sommerspielen 2016 in Rio de Janeiro an. Im Bantamgewicht erkämpfte er sich Platz neun. Bei den Mittelmeerspielen 2018 in Tarragona  und Mittelmeerspielen 2022 in Oran gewann er jeweils eine Bronzemedaille. Zudem siegte er bei den Afrikaspielen 2015 in Brazzaville im Bantamgewicht.